# Jan Filipek (działacz)
Jan Filipek (ur. 28 października 1949 w Ruhajcu) – polski robotnik, działacz opozycji antykomunistycznej. 

## Życiorys
Od 1959 mieszkaniec Bolesławca, ukończył tam szkołę podstawową i Zasadniczą Szkołę Mechanizacji Rolnictwa. Po odbyciu służby wojskowej (1968–1970) podjął pracę (jako tokarz) w bolesławieckim Państwowym Ośrodku Maszynowym. Z powodów politycznych zwolniony w 1975, w latach 1975–1978 pracował w Inco Veritas w Nowogrodźcu. W 1978 znalazł pracę w Fabryce Domów w Bolesławcu jako zbrojarz.  
W czasie wydarzeń Sierpnia 1980 stanął na czele strajku, a później uczestniczył w pracach Tymczasowej Międzyzakładowej Komisji Założycielskiej w Bolesławcu. W maju 1981 został przewodniczącym Międzyzakładowej Komisji NSZZ Solidarność w Bolesławcu. Był delegatem na  I Krajowy Zjazd Delegatów w Gdańsku, gdzie uczestniczył w pracach Komisji Pracy i Praw Socjalnych. W stanie wojennym aresztowany 19 grudnia 1981 i skazany na 3 lata więzienia. Z więzienia wyszedł 30 kwietnia 1983 w ramach amnestii. 
Po wyjściu na wolność działał w strukturach podziemnej Solidarności, organizując kolportaż podziemnych wydawnictw i współpracując z Komisją Interwencji i Praworządności w Warszawie. Rozpracowywany i przesłuchiwany przez Rejonowy Urząd Spraw Wewnętrznych. W 2001 kandydował do Sejmu z ramienia Akcji Wyborczej Solidarność Prawicy w okręgu legnickim.
Od 2008 prowadzi własną działalność gospodarczą.
30 listopada 2009 odznaczony został Krzyżem Kawalerskim Orderu Odrodzenia Polski przez prezydenta Lecha Kaczyńskiego, w 2021 odznaczony Krzyżem Komandorskim tego Orderu. W 2018 otrzymał Krzyż Wolności i Solidarności.
W 2011 został Honorowym Obywatelem Bolesławca